# Bitwa pod Akragas
Bitwa pod Akragas (Agrigentum) – pierwsza duża bitwa pomiędzy siłami Rzymu i Kartaginy,  stoczona w 261 p.n.e. w trakcie pierwszej wojny punickiej (264–241 p.n.e.). Zakończona walnym zwycięstwem Rzymian, co umożliwiło zajęcie obleganego przez nich Akragas.

## Kontekst
Armia konsularna, dowodzona przez konsulów Lucjusza Postumusa Megellusa i Kwintusa Mamiliusza Witulusa po wylądowaniu na Sycylii ruszyła na zachód wyspy w celu wyparcia Kartagińczyków z zachodniej części tej wyspy i latem 262 r. p.n.e. obległa Akragas. Ponieważ jednak armia rzymska nie miała ani doświadczenia w zdobywaniu warownych miast, ani odpowiedniego sprzętu, rozpoczęła regularne oblężenie chcąc zmusić stacjonujący tam garnizon do poddania się po wyczerpaniu zapasów. Na ratunek miastu przybyła morzem armia stratega kartagińskiego Hannona, który po zdobyciu sąsiednich twierdz oraz rzymskiego centrum zaopatrzeniowego w Herbesos, rozpoczął blokadę armii oblężniczej. Po przerwaniu dróg zaopatrzenia przeciwnika Hennon wysłał jazdę numidyjską jako harcowników; Numidom udało się wywabić jazdę rzymską, która poniosła porażkę w zderzeniu z głównymi siłami kartagińskimi. Wódz nie wykorzystał jednak tego sukcesu, ale kontynuował blokadę przez następne dwa miesiące, licząc na złamanie oporu pozbawionych żywności Rzymian.

## Bitwa
Ponieważ jednak załodze Akragas głód dokuczał jeszcze bardziej niż Rzymianom, Hannon musiał przystąpić wreszcie do bitwy. Jego armia prawdopodobnie była nieco liczniejsza od przeciwnika (30 tys. piechoty, 1,5 tys. jazdy i 30 słoni), bo Rzymianie część swoich sił (38 tys. piechoty i 2 tys. kawalerzystów) musieli zostawić dla kontynuacji oblężenia. Popełnił wszakże błąd ustawiając słonie w drugiej linii, między pierwszą linią bojową, złożoną z najemników, a szykiem pozostałych wojsk punickich. Rzymianie uszykowali się w klasycznym szyku manipularnym (triplex acies) z jazdą na skrzydłach.
Armie spotkały się na równinie obok Akragas. W zaciętej walce Rzymianom udało się zmusić najemników kartagińskich do odwrotu w kierunku słoni bojowych. Zwierzęta wpadły w popłoch, rozproszyły drugą linię i cała armia kartagińska rzuciła się do ucieczki. Część zginęła, pozostali schronili się w Heraklei. Dowodzący garnizonem w Akragas Hannibal spóźnił się, i zamiast uderzyć na tyły Rzymian w czasie walki, poczekał do nocy i pod jej osłoną opuścił miasto. Rzymianie zdobyli je następnego ranka, plądrując miasto i biorąc mieszkańców do niewoli. Jednak ich zwycięstwo było bardzo kosztowne – wraz z oblężeniem stracili ok. 30 tys. ludzi.